# 159 Aemilia
Aemilia /ɪˈmɪliə/ (định danh hành tinh vi hình: 159 Aemilia) là một tiểu hành tinh lớn ở vành đai chính. Ngày 26 tháng 1 năm 1876, anh em nhà thiên văn học người Pháp Paul Henry và Prosper Henry phát hiện tiểu hành tinh Aemilia khi họ thực hiện quan sát tại Đài thiên văn Paris, nhưng chỉ ghi một mình tên Paul Henry. Dường như nó được đặt tên theo Via Aemilia, một đường La Mã ở Ý chạy từ Piacenza tới Rimini.
Aemilia được cấu tạo bằng cacbonat nguyên thủy, có vòng quay chậm và bề mặt tối. Nó di chuyển ở quỹ đạo trong nhóm tiểu hành tinh họ Hygiea, nhưng không thuộc nhóm này. Cho tới nay đã có ba lần Aemilia che khuất một ngôi sao, lần thứ nhất năm 2001, lần thứ hai năm 2003 và lần thứ ba năm 2016.